# 鈴木純明
鈴木 純明（すずき じゅんめい、1970年 - ）は、日本の現代音楽の作曲家。

## 略歴
東京芸術大学作曲科卒業、同大学院修了。文化庁派遣研修員としてパリ国立高等音楽院で学ぶ。IRCAM作曲研究課程修了。
東京藝術大学教授、桐朋学園大学、同大学院大学各講師。
日本音楽コンクール、日本交響楽振興財団作曲賞、ガウデアムス国際音楽週間、ブールジュ国際電子音楽コンクール等に入選。これまでにザグレブ音楽ビエンナーレ、モンテカルロ春の芸術祭、ミュージック・フロム・ジャパン等で作品が初演されている。2014年には芥川作曲賞を受賞している。